# Dieter Dressler

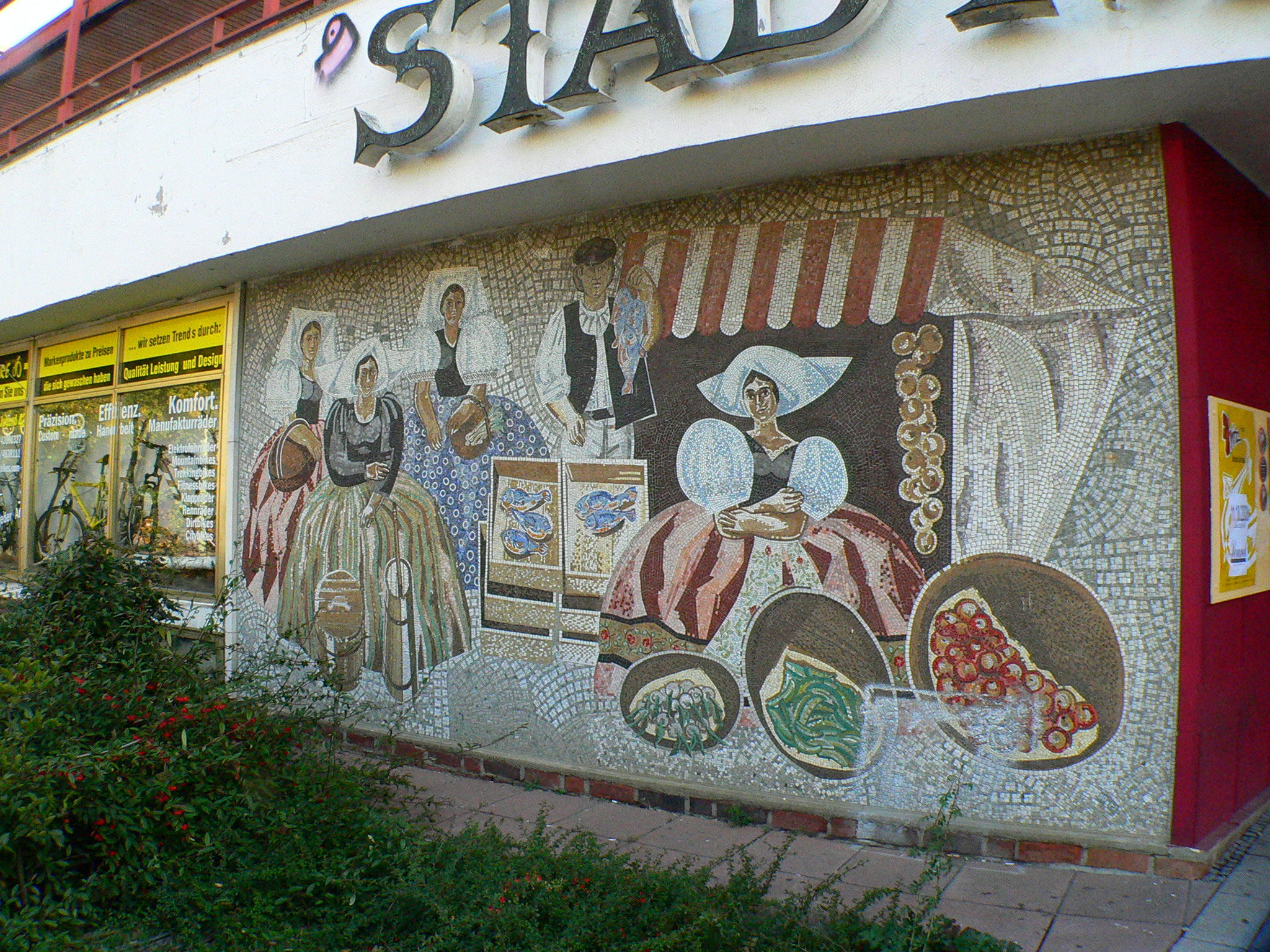
Farbiges Wandmosaik „Cottbuser Bauernmarkt“ (1970) von Dieter Dressler. Die Ausführung lag in den Händen von Heinrich Jungebloedt, dem Kunsthandwerker, der 1945 mit der Behebung der Kriegsschäden am Pergamonaltar betraut worden war.

Dieter Dressler (* 27. März 1932 in Dresden; † 12. Februar 2011 in Bad Reichenhall) war ein deutscher Maler und Grafiker.

## Leben und Werk
Dressler verbrachte seine ersten Kinderjahre in Dresden. 1939 wurde sein Vater nach Postelberg versetzt, so dass Dressler bis 1945 dort die Schule besuchte. 1945 wurde die Familie aus dem Sudetenland ausgesiedelt und kam nach Dresden zurück. Dort beendete Dressler die Schule. Von 1947 bis 1950 absolvierte er in Dresden eine Lehre als Dekorationsmaler. Von 1950 bis 1953 studierte er bei Hans Christoph und Max Erich Nicola an der Hochschule für Bildende Künste Dresden  das er dann nach kurzer Unterbrechung von 1954 bis 1956 bei Rudolf Bergander, Erich Fraaß und Heinz Lohmar fortsetzte. Für sein Diplom schuf er das Tafelbild Demonstration. Er arbeitete dann freischaffend in Schwarze Pumpe. Von 1958 bis 1959 war Dressler Meisterschüler an der Deutschen Akademie der Künste in Berlin bei Heinrich Ehmsen. Von 1959 bis 1972 arbeitete Dressler freischaffend in Spremberg. 1960 schloss er einen Werkvertrag mit dem Kombinat Schwarze Pumpe ab und lernte hier die Schriftsteller Brigitte Reimann und Siegfried Pitschmann kennen. 1961 heiratete Dressler, 1972 folgte ein Umzug nach Cottbus. Der Freundschaft mit Brigitte Reimann – Dressler besuchte sie später in Neubrandenburg und in der Klinik in Berlin-Buch – setzte ihr Tod im Februar 1973 ein Ende.
1982 wurde Dressler mit dem Carl-Blechen-Preis geehrt.
1986 wurde er aus der DDR ausgebürgert und zog nach Bayern. Zuletzt lebte er in Bayerisch Gmain.
Am 12. Februar 2011 starb er nach langer Krankheit in Bad Reichenhall.
Dressler war von 1956 bis 1986 Mitglied des Verbands Bildender Künstler der DDR und dann im Bundesverband Bildender Künstler der Bundesrepublik Deutschland, im Bezirksverband BBK München und Oberbayern, im Neuen Sächsischen Kunstverein und in der Künstlergemeinschaft Wasserburg am Inn. Seine Werke sind Bestandteil bedeutender Museen in Deutschland. Dressler ist durch zahlreiche Ausstellungen in Oberbayern auch in dieser Region bekannt. Zu seinen Studienkollegen gehörten u. a. Strawalde und Gerhard Richter. Dieter Dressler gehört zu den bedeutendsten Vertretern des „Realismo“.

## Werke (Auswahl)
- Berliner Landschaft (1959, Öl, 75 × 95 cm)

- Lokheizer Johann Klammer (Öl, 70 × 50 cm; auf der Vierten Deutschen Kunstausstellung)
- Stillleben (1961, Öl, 95 × 60 cm)

- Mein Freund Pjotr Gurow (um 1962, Öl; auf der Fünften Deutschen Kunstausstellung)[5]
- Martha Israel (1963, Öl)[6]
- Selbstbildnis (1965, Öl)[7]
- Winterlandschaft (1966, Öl)[8]
- Massaker / Vietnam I (1966, Öl; auf der VI. Deutschen Kunstausstellung)[9]
- Schwarze Pumpe (Öl, 1966; auf der VI. Deutschen Kunstausstellung)[10]
- Porträt der Mutter (1970, Öl; auf der VII. Kunstausstellung der DDR)[11]
- Auf Veli Losinj (1981, Pastell, 42,8 × 54,5 cm)[12]

## Ausstellungen (unvollständig)
- 1956 „Junge Künstler“, Städtisches Museum Karl-Marx-Stadt
- 1957 Bezirksausstellung Dresden, Albertinum Dresden
- 1958 Vierte Deutsche Kunstausstellung
- 1961 Junge Künstler. Malerei. Deutsche Akademie der Künste, Berlin
- 1961 Kunstausstellung der 3. Arbeiterfestspiele, Kulturhistorisches Museum Magdeburg
- 1962 Bezirkskunstausstellung Cottbus
- 1962/1963 V. Deutsche Kunstausstellung, Albertinum, Dresden
- 1964 Ausstellung „Frieden, Leben, Freude“ Karl-Marx-Stadt
- 1966 Ausstellung „Wir lieben das Leben“, Neue Berliner Galerie
- 1967 Ausstellung „Meisterschüler“ an der Akademie der Künste
- 1967 Ausstellung VII. Parteitag der SED, Altes Museum Berlin
- 1967 Grafik aus der DDR, Phnom Penh, Kambodscha
- 1967/1868 VI. Deutsche Kunstausstellung, Dresden
- 1968 Städtische Kunstsammlungen Görlitz
- 1971 Ausstellung „Antlitz der Arbeiterklasse“ Altes Museum, Berlin
- 1971 Ausstellung Malerei und Grafik aus der DDR, Moskau
- 1972/1973 VII. Kunstausstellung der DDR in Dresden
- 1973 Ausstellung anlässlich der X. Weltfestspiele, Berlin, Club der DDR, Kongresshalle
- 1976 Ausstellung Cottbuser Künstler in Košice (Slowakei), Targowischte und Sofia
- 1976 Ausstellung Grafik Cottbuser Künstler, Crosetto/Italien;
- 1980 Ausstellung „V. Festival der sorbischen Kultur“, Museum Bautzen;
- 1981 Aquarellausstellung „Galerie am Fischmarkt“, Erfurt;
- 1982 BWA ARSENAL, Stary Rynek, Poznań/Polen;
- 1982 zum 50. Geburtstag in der Brandenburgische Kunstsammlungen Cottbus;
- 1984 Intergrafik '84, Grafik-Biennale in Kraków/Polen;
- 1985 Große Kunstausstellung, Galerie im  Ganserhaus in Wasserburg/Oberbayern;
- 1985 International Graficni Biennale Mednarodni, Ljubljana/Slowenien;
- 1986 8. Internationale Grafik Triennale, Frechen
- 1987 Premio Internazionale Biella per l´incisione, Biella/Italien;
- 1997 Kreismuseum des Landkreises Elbe-Elster in Finsterwalde;
- 1997/1998 Kunst in der DDR in der Alte Nationalgalerie Berlin;
- 1999 Kulturforum Haus Dacheröden Erfurt – Projekt Arche Noah-Kulturstadt Weimar 1999;
- 2001 LAUBAG-Zentralverwaltung in Senftenberg;
- 2003 „Malerei & Grafik“, Stadtmuseum Freilassing;
- 2007 Freie Brandenburger Kunstakademie in Brieselang;
- 2007 Rathaus Spremberg
- 2008 Galerie Altes Feuerhaus Bad Reichenhall